# Cantone di Noyers
Il Cantone di Noyers era una divisione amministrativa dell'arrondissement di Avallon.
È stato soppresso a seguito della riforma complessiva dei cantoni del 2014, che è entrata in vigore con le elezioni dipartimentali del 2015.
Comprendeva i comuni di:
- Annay-sur-Serein
- Censy
- Châtel-Gérard
- Étivey
- Fresnes
- Grimault
- Jouancy
- Môlay
- Moulins-en-Tonnerrois
- Nitry
- Noyers-sur-Serein
- Pasilly
- Poilly-sur-Serein
- Sainte-Vertu
- Sarry